# Canhuser Kirche

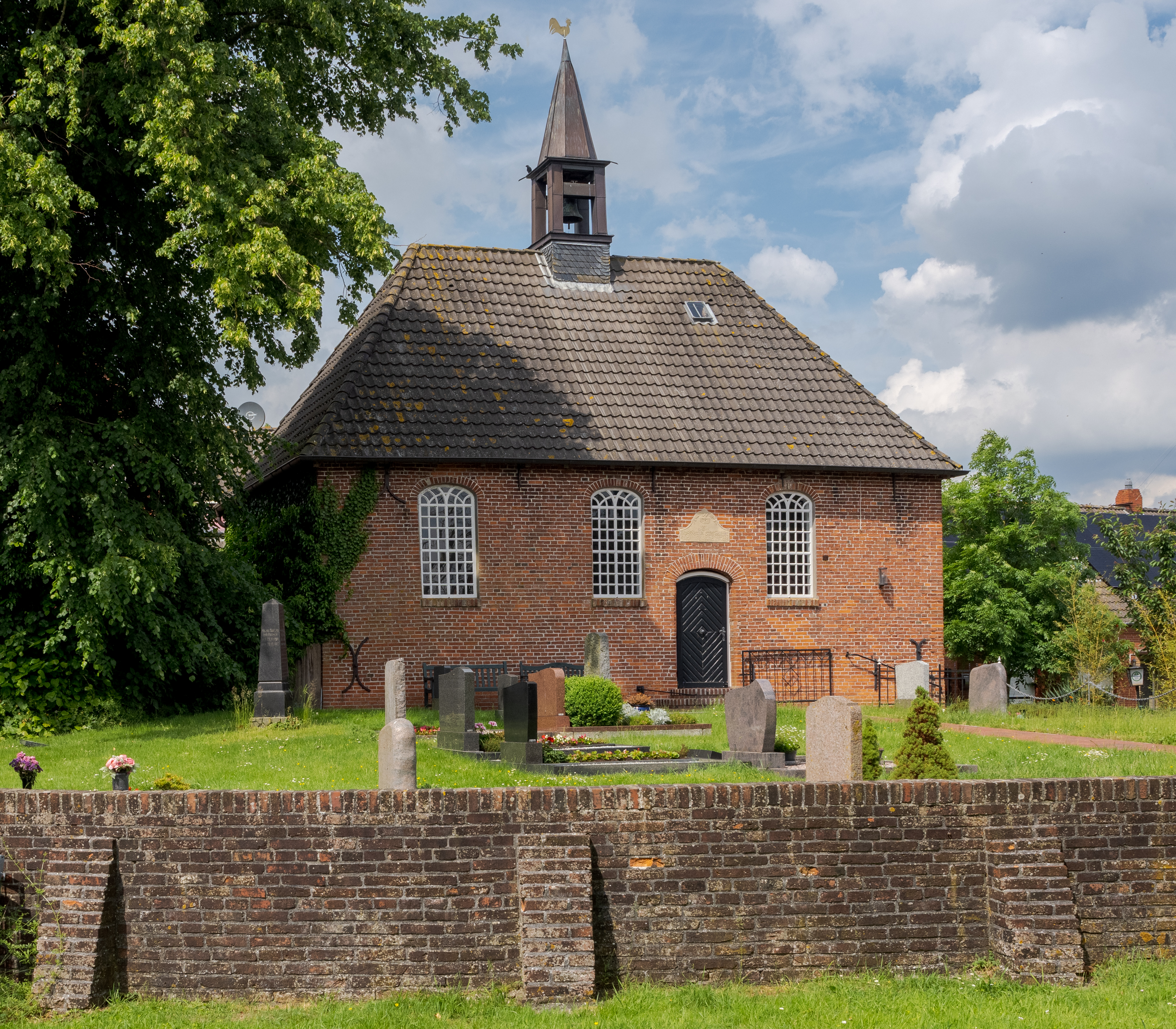
Friedhof und Kirche Canhusen

Die evangelisch-reformierte Canhuser Kirche steht in Canhusen, Ortsteil der ostfriesischen Gemeinde Hinte.

## Geschichte
Im Mittelalter gehörte Canhusen zur Propstei Uttum im Bistum Münster und wurde möglicherweise um 1500 Cirkwehrum unterstellt. Die Vorgängerkirche stammte aus dem Jahr 1560, zuvor nutzten die Einwohner Canhusens das Kloster Aland als gottesdienstlichen Versammlungsort. Im Jahre 1684 wurde die Kirche durch die Gruft der Familie Polmann erweitert.
Ihre heutige Gestalt erhielt das Gotteshaus im Jahr 1789, als die Gruft vermauert und der Westteil der Kirche verkleinert wurde. Die Kanzel, die ursprünglich an der Nordseite angebracht war, fand ihren heutigen Platz an der Ostseite.
Bei einer Renovierung im Jahr 1989 wurden die Fenster erneuert und die Kanzel von ihren Farbschichten befreit. Im Zuge dieser Renovierungsarbeiten wurde die Gruft entdeckt.
Heute teilen sich die Kirchengemeinden Canhusen und Loppersum eine gemeinsame Pfarrstelle.

## Baubeschreibung
Der schlichte Rechteck-Saalbau aus Backstein wird von einem Walmdach mit einem mittigen Dachreiter abgeschlossen. Die Glocke stammt aus dem Kloster Sielmönken und datiert von 1508. Sie wurde in der Werkstatt des Glockengießers Arent van Wou hergestellt und trägt die Inschrift: „Maria. Augustinus. Byn yk geheten unt int Jaer 1508 goet Arent Van Wou my“.
An der Südseite gelangt das Licht durch drei große Fenster und an der Ostseite durch zwei Fenster mit Korbbögen in den Innenraum; die Nord- und Westseite sind fensterlos. Auch das Südportal weist einen Korbbogen auf. Über dem Eingang ist ein Türstein aus Sandstein angebracht, der den Namen Ude Willms Ellerbroek als Kirchvogt trägt.

## Ausstattung

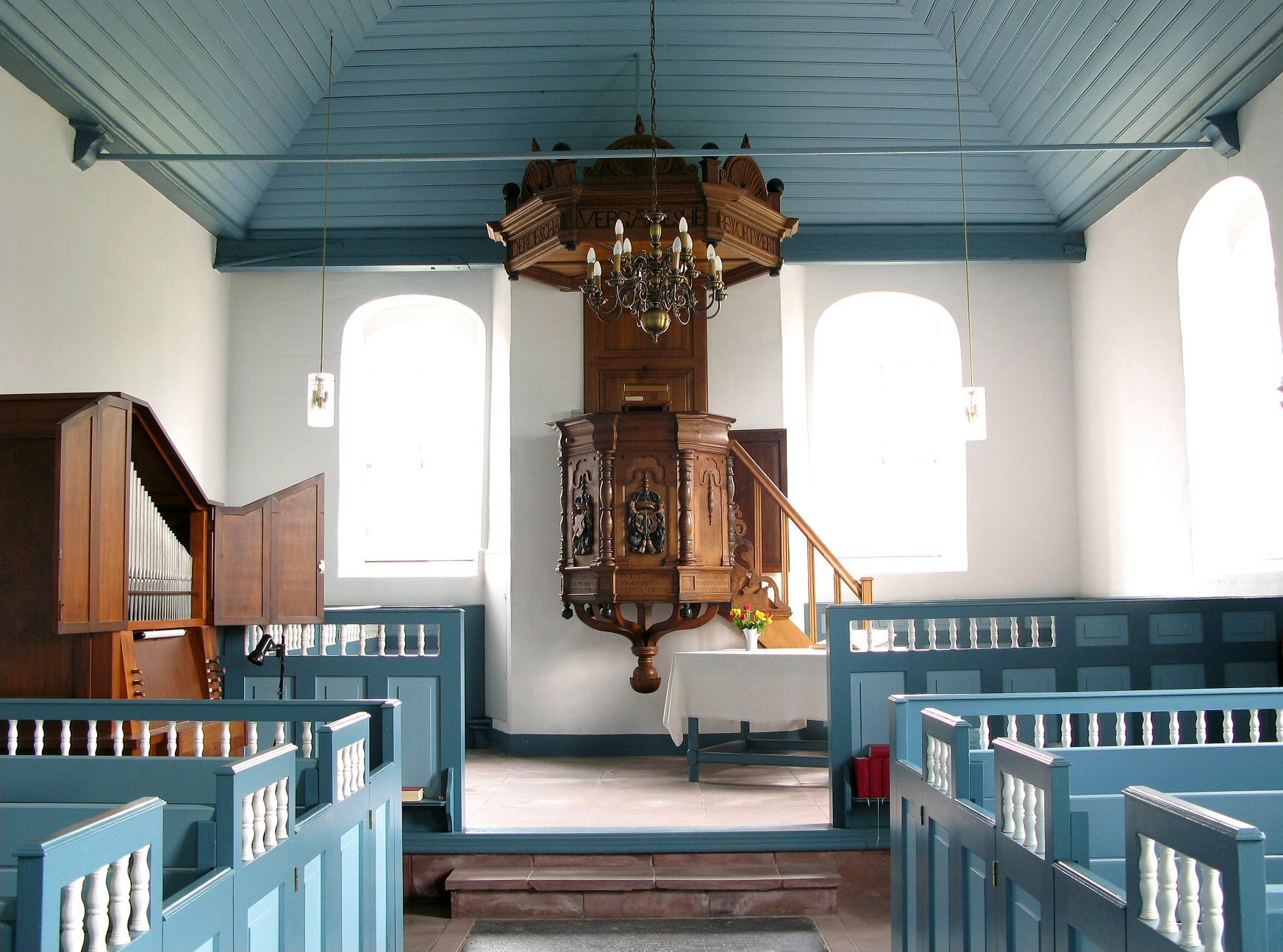
Innenraum Richtung Osten

Der schlichte Innenraum wird von einem hölzernen Tonnengewölbe abgeschlossen. Im östlichen Bereich ist der Fußboden leicht erhöht. Der Bau der Spätrenaissancekanzel begann am 17. November 1684. Sie ist sechseckig gestaltet und mit Ecksäulen und geschnitzten Wappen auf den Feldern sowie einem Schalldeckel versehen. Das Gestühl mit Traljengitter ist wie die Holzdecke in Blautönen gefasst. In den Mittelgang sind Grabplatten eingelassen.
Im Jahr 1994 erhielt die Kirche ein gebrauchtes Orgelpositiv, das über fünf Register auf einem Manual und ein angehängtes Pedal verfügt. Gustav Steinmann baute das Instrument im Jahr 1956. Bis 1975 stand es in Werste und anschließend bis 1993 in Haupensiek-Gohfeld. 1994 erfolgte eine Renovierung durch Stephan Heberlein, die Überführung nach Canhusen und die Aufstellung an der Nordseite.